# Pierre Charles (Dominique)
Pour les articles homonymes, voir Pierre Charles et Charles.
Pierre Charles, né le 30 juin 1954 à Berekua (paroisse de Saint-Patrick) et mort le 6 janvier 2004 à Roseau, est un homme d'État dominiquais, Premier ministre de 2000 à sa mort.

## Biographie
Pierre Charles est né à Berekua, dans la paroisse de Saint-Patrick. Il suit ses études secondaires  et supérieure en Dominique. Il est enseignant et animateur social avant de se lancer en politique avec le Parti travailliste de la Dominique (DLP). En 1979, il est nommé sénateur. Aux élections générales de 1984, il remporte le siège de député de la circonscription de Berekua et se fait réélire régulièrement aux élections suivantes. 
En 2000, le DLP parvient au pouvoir et son chef, Rosie Douglas, devient premier ministre. Charles obtient le portefeuille de ministre des Travaux publics et des Communications. Après le décès soudain de Douglas, il est nommé premier ministre le 3 octobre 2000.
En février 2003, il subit une angioplastie coronaire, mais refuse de se démettre de ses fonctions. Moins d'un an plus tard, il meurt d'une crise cardiaque.

## Hommages
Le 27 octobre 2014, l'aéroport international de Marigot est renommé Aéroport Douglas Charles, en mémoire de Rosie Douglas et Pierre Charles.